# Breen LeBoeuf
 (décembre 2020).
Si vous disposez d'ouvrages ou d'articles de référence ou si vous connaissez des sites web de qualité traitant du thème abordé ici, merci de compléter l'article en donnant les références utiles à sa vérifiabilité et en les liant à la section « Notes et références ».
Breen LeBoeuf, chanteur et bassiste blues rock canadien, est né le 18 juillet 1949 à North Bay en Ontario. Il est reconnu pour avoir été bassiste et chanteur pour le groupe rock québécois Offenbach avec sa chanson fétiche Mes blues passent pus dans' porte. Il a aussi travaillé avec Céline Dion et le groupe canadien April Wine.

## Biographie
Breen LeBoeuf déménage de North Bay à Toronto en 1969. Il est engagé comme chanteur par le groupe rock progressif Chimo! - qui est un terme Inuit pour Hello! - formé du bassiste John Johnson, le claviériste Tony Collacott, l'organiste et chanteur Ross Raby, le guitariste Jack Mowray, le batteur Andy Cree, ainsi que Breen lui-même au chant. Un album éponyme et trois singles, Quicksilver Woman/Day After Day, Silken Silver Melody/Lonely Girl en 1969 et In The Sea/Mowbray Cross Country Man en 1970 sortent au Canada et aux États-Unis, l'album sera réédité en 1995 en CD. Le groupe ouvre la deuxième journée du Festival Express au CNE Stadium à Toronto et partage la scène avec Mountain, Ten Years After, Delaney and Bonnie, Traffic et Janis Joplin. Puis ils en font de même avec Alice Cooper et The Electric Circus au Festival "Midsummer Night Rock" qui s'est tenu au Michigan State Fairground. Après la dissolution du groupe en 1971, Breen poursuit différents projets avec plusieurs groupes, Motherlode, Django, Robert E. Lee Brigade, Southcote, Studebaker Hawk et finalement le groupe Brutus. Il fait la connaissance de Gerry Boulet alors que le groupe Offenbach formé à l'époque de Jean Johnny Gravel à la guitare, Michel Willy Lamothe à la basse et Roger Wézo Belval à la batterie, est en tournée à Toronto. En 1977, Offenbach retourne à Toronto; ils sont à la recherche d'un bassiste après le départ de Roger Belval et Michel Lamothe pour rejoindre Corbeau et Breen se joint ainsi au groupe. Il se lie d'amitié avec Gerry et il ne le laissera jamais tomber même lorsque ce dernier travaillera notamment à ses projets d'albums solo. Avec Offenbach, Breen enregistre 6 albums studio et deux live. Il chante sur plusieurs chansons dont la fameuse "Mes blues passent pu dans 'porte" qu'il coécrit avec Gerry et l'auteur Pierre Huet et qui devient un classique du rock québécois. En 1985, la décision est prise d'arrêter et Offenbach enregistre ainsi "Le dernier show" au Forum de Montréal.  
En 1986, Breen poursuit plusieurs projets: la comédie musicale "Chicago 1926" avec Nanette Workman, le groupe "Buzz Band" avec John McGale d'Offenbach à la guitare et Jerry Mercer d'April Wine à la batterie. L'année suivante, il travaille avec Gerry Boulet pour mettre en place l'album "Rendez-vous doux" et la "Tournée des Highways", interrompue par le cancer de Gerry. Durant 1988-89, Breen participe comme bassiste/chanteur à la tournée "Incognito" de Céline Dion. L'année suivante, Breen lance le premier de ses 3 albums solos, "De ville en aventure". L'album "Buzz Band" sort également en 1990, sur celui-ci on retrouve donc Breen au chant et à la basse, mais aussi au synthétiseur ainsi qu'à l'orgue Hammond B3, John McGale joue bien sûr de la guitare électrique mais aussi de la guitare synthé ainsi que du dobro et des percussions, alors que Jerry Mercer est à la batterie, à la programmation et au chant. Durant les années 1990, Breen participe aux rééditions de plusieurs bandes maîtresses d'Offenbach, tout en poursuivant ses projets personnels. En 2005, il est de la distribution de l'opéra rock Les exploits de Daniel Boum de Alain Simard, avec Luce Dufault, Michel Gatignol du défunt groupe Madame, Jeff Ace et Sébastien Plante. Breen chante sur une pièce, Parler Affaire.
En 2006, Breen se retire des projets d'Offenbach et Il rejoint le groupe April Wine début 2007. Il vend ses actions de la compagnie Offenbach inc. à John McGale et Johnny Gravel en 2008. Il tourne avec April Wine au Canada et aux États-Unis jusqu'en juillet 2011, après quoi il quitte le groupe pour changer de direction; retour au Québec et des projets avec ses amis Martin Deschamps, Guy Bélanger, Noir Silence, entre autres. Il tourne toujours au Québec et participe à plusieurs projets de créations.

## Discographie

### En tant que membre d'un groupe
- Avec Chimo!
Singles
- Quicksilver Woman/Day After Day (1969)
- Silken Silver Melody/Lonely Girl (1969)
- In The Sea/Mowbray Cross Country Man (1970)

Album
- Chimo! 1970

- Avec Offenbach
Albums studio
- Traversion :1978
- Rock bottom :1980 - Album en anglais
- Coup de foudre :1981
- Tonnedebrick :1983
- Rockorama :1985
- Le dernier show :1985

Albums live ;
- En fusion :1980 - Avec le Vic Vogel Big Band.
- À fond d'train Live :1984 - Avec Plume Latraverse et Pierre Flynn aux claviers.

- Avec le Buzz Band
- Buzz Band 1990 : Avec John McGale et Jerry Mercer - Invités sur l'album, on retrouve Jeff Smallwood, Laflèche Doré, Jim Zeller, Monique Paiement et Nanette Workman.

### Collaborations
- Avec Nanette Workman et le Buzz Band
- Chicago 1926 : 1986 - Single - Avec John McGale d'Offenbach à la guitare et Jerry Mercer d'April Wine à la batterie.

- Avec Gerry Boulet
- Presque 40 ans de blues : 1984 - Breen à la basse et aux chœurs.
- Rendez-Vous Doux : 1988 Breen à la basse.

- Avec Lucien Francoeur
- Les gitans reviennent toujours : 1987 - Avec Gerry Boulet, Jean Millaire et Donald Hince à la guitare, Pat Martel et Bob Harrison à la batterie, Dan Bigras, Marc Hamilton et Pierre Létourneau aux chœurs.

- Avec Dan Bigras
- J'te Ferai Pas Mal 1997 - Single - Bande Sonore du film J'en Suis.

- Avec Noir Silence
- Live à Québec : 2010 - Breen sur 3 chansons, Tout ce qu'il nous reste, Deux autres bières et Promenade sur mars.

- Avec Guy Bélanger
- Dusty Trails : 2012 - Breen basse et chant sur 1 chanson, Don't Touch That Dial, avec Nanette Workman et France D'Amour.

### Participation
Opéra rock Les exploits de Daniel Boum , Breen est présent sur 1 chanson :
- 2005 Daniel Boum – Tome 1 (2005, Onze Heures 11 Musique, ONZ2-2049) d'Alain Simard. Breen LeBoeuf y est présent sur un titre :  Parler affaire.
- 2015 Lebœuf - Deschamps de Breen Lebœuf Et Martin Deschamps : 1- Partir pour la nuit 2- Ensemble 3- Toujours Vivant 4- De Ville En Aventure 5- Deux Autres Bières 6- Le Fauve 7- Câline De Blues 8- Promenade Sur Mars 9-Mes Blues Passent Pu Dans' Porte 10- Le Juge Et L'Assassin 11- Ayoye.

### Solo
- De ville en aventure (1990, Disques Double, DO-30013). Magie psy; Seule dans sa peau; De ville en aventure; Sur les boulevards; Le fauve; Rose de Rosemont; Terra nova; Parle tout bas; Toucher les étoiles; Pink Moon Café. (Réédité chez Unidisc Music Inc. - AGEK-2302)
- L'âme nue (1994, Disques Double, DO-30033). L'âme nue; Dans la rue... ou ailleurs; Pour une fois la vie; Au-delà; The house of the rising sun; Fais un vœu; D'une autre couleur; Pour avoir vu la lune; Crier chute; Un simple regard; Irréelle. (Réédité chez Unidisc Music Inc. - AGEK-2303)
- J'avance (2000, Clé de fa, CDF2-1304).Avec toi; Des voix qui chantent en toi; Let me be; La prochaine nuit; Relaxe, Max; Amoureux; M'envoler; Suzy wait; J'avance; J'ai besoin de toi; Trop peu trop tard; Le port de l'oubli.